# Torcy-en-Valois
Torcy-en-Valois ist eine französische französische Gemeinde mit 77 Einwohnern (Stand: 1. Januar 2022) im Département Aisne in der Region Hauts-de-France (frühere Region: Picardie). Sie gehört zum Arrondissement Château-Thierry und zum Kanton Villers-Cotterêts.

## Geographie
Die Gemeinde Torcy-en-Valois liegt zwölf Kilometer westnordwestlich von Château-Thierry am linken Ufer des Clignon, der einen linken Zufluss des Ourcq bildet. Nachbargemeinden von Torcy-en-Valois sind Licy-Clignon im Norden, Belleau im Osten, Lucy-le-Bocage im Süden sowie Bussiares im Westen. Von 1822 bis 1832 war sie mit Belleau vereinigt. Den Zusatz „en Valois“ nahm sie 1933 an.

## Bevölkerungsentwicklung
| Jahr                       | 1962 | 1968 | 1975 | 1982 | 1990 | 1999 | 2006 | 2012 | 2022 |
| Einwohner                  | 74   | 62   | 38   | 55   | 80   | 73   | 80   | 84   | 77   |
| Quellen: Cassini und INSEE |      |      |      |      |      |      |      |      |      |

## Sehenswürdigkeiten
- Kirche Saint-Barthélémy, seit 1920 als Monument historique klassifiziert (Base Mérimée PA00115958)
- Ehemaliges öffentliches Waschhaus (Lavoir)
- Deutscher Soldatenfriedhof an der Gemeindegrenze zu Belleau (Deutsche Kriegsgräberstätte Belleau)

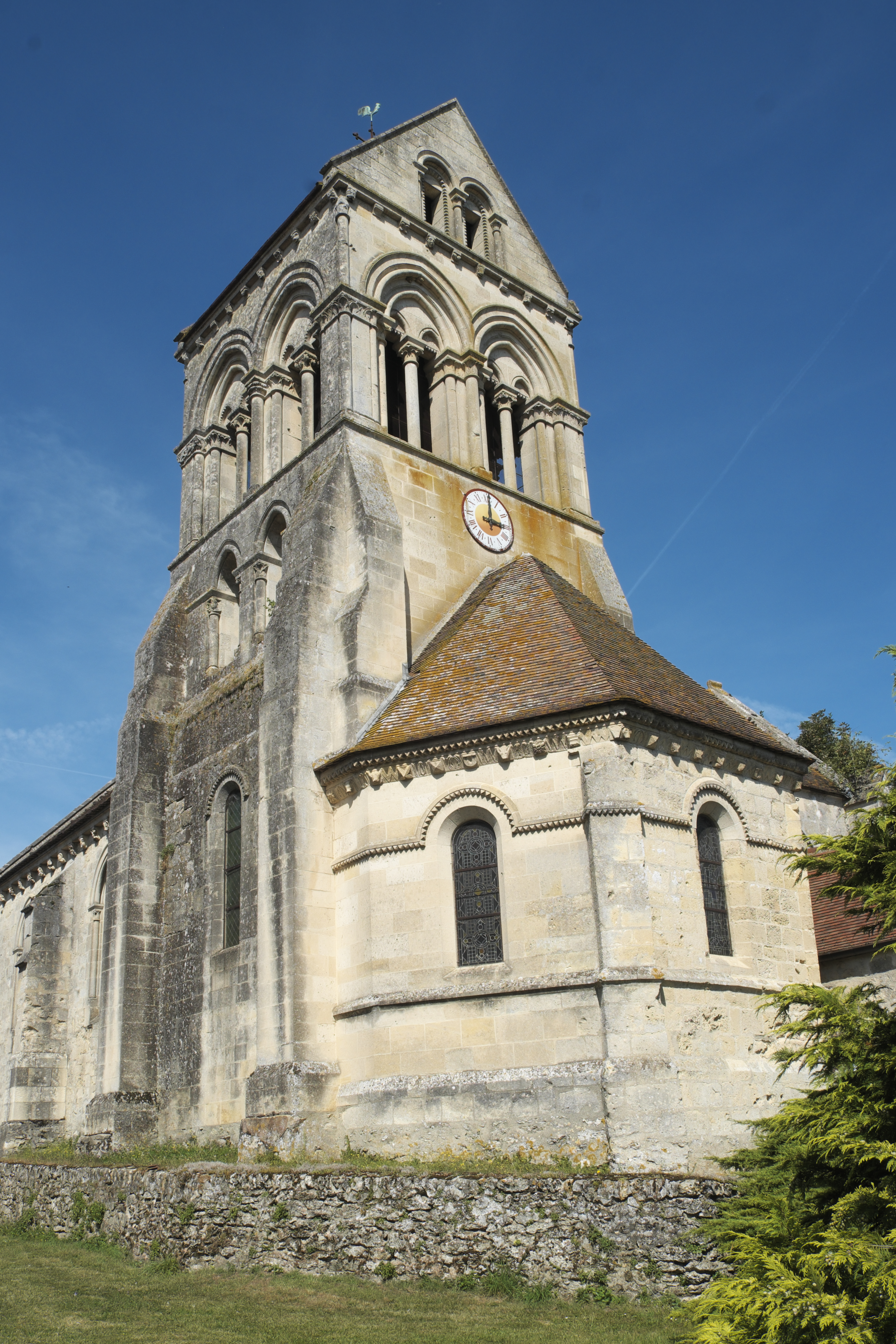
Kirche Saint-Barthélémy
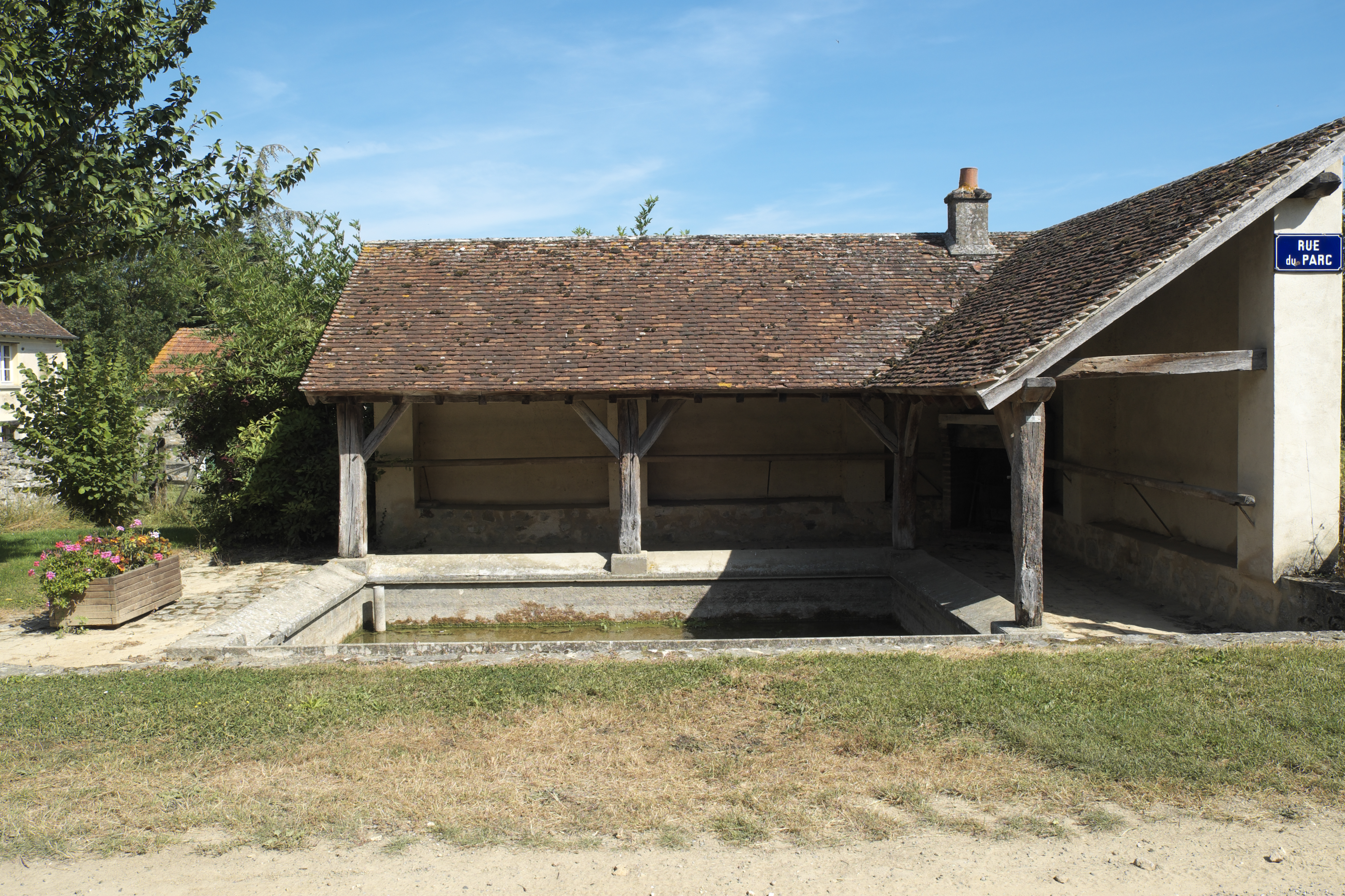
Lavoir
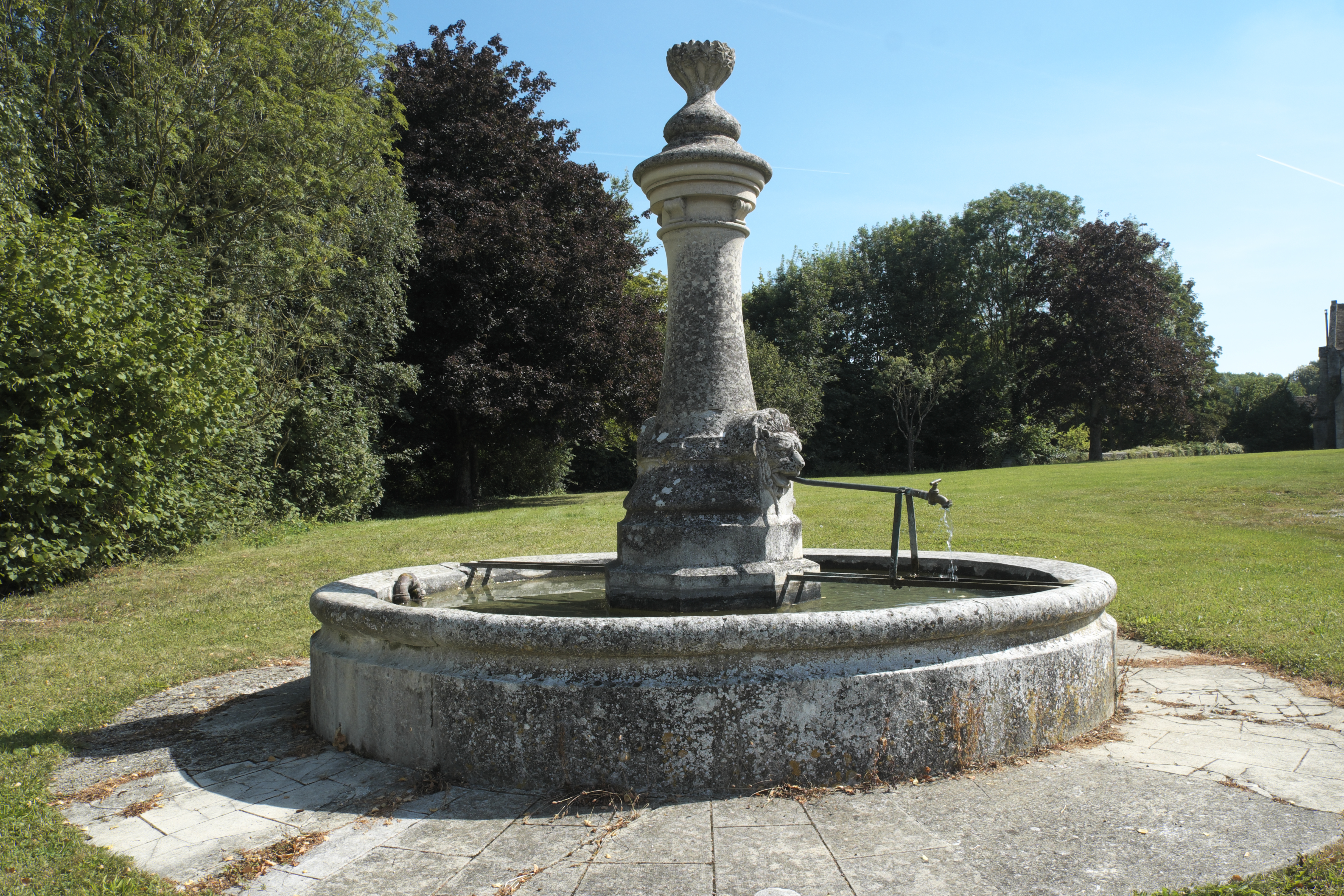
Brunnen